# Teatro Goya (Casp)
El Teatro Goya és una sala de teatre i de música situada al carrer Lorenzo Pardo s/n de la població de Casp, (Aragó). Té una capacitat per a 618 espectadors.